# メラッツォ
メラッツォ（伊: Melazzo）は、イタリア共和国ピエモンテ州アレッサンドリア県にある、人口約1,300人の基礎自治体（コムーネ）。

## 地理

### 位置・広がり
| 隣接するコムーネは以下の通り。 - アックイ・テルメ - ビスターニョ - カルトージオ - カステッレット・デッロ - カヴァトーレ - テルツォ |

### 地震分類
イタリアの地震リスク階級 (it) では、3 に分類される
。

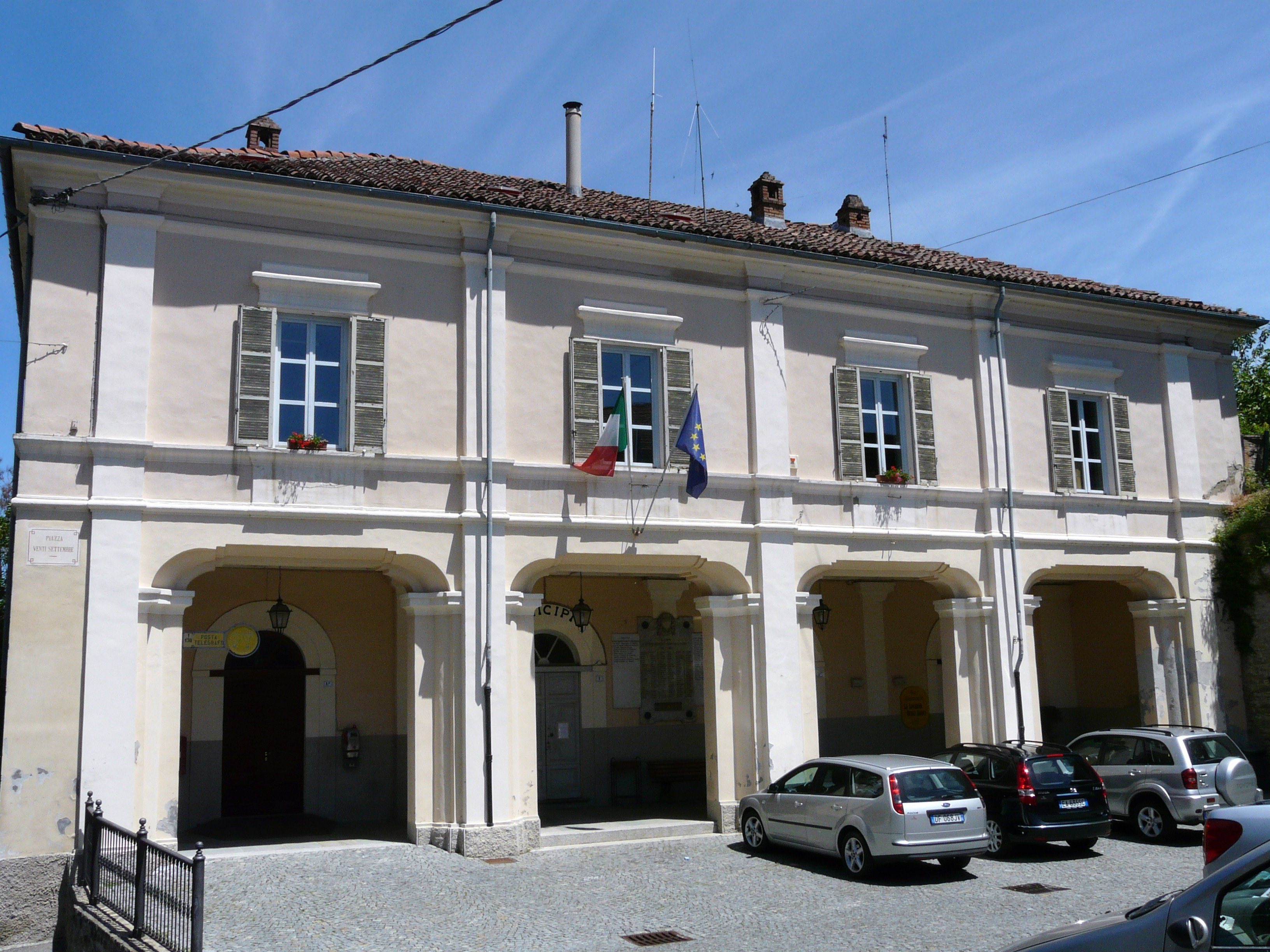
役場
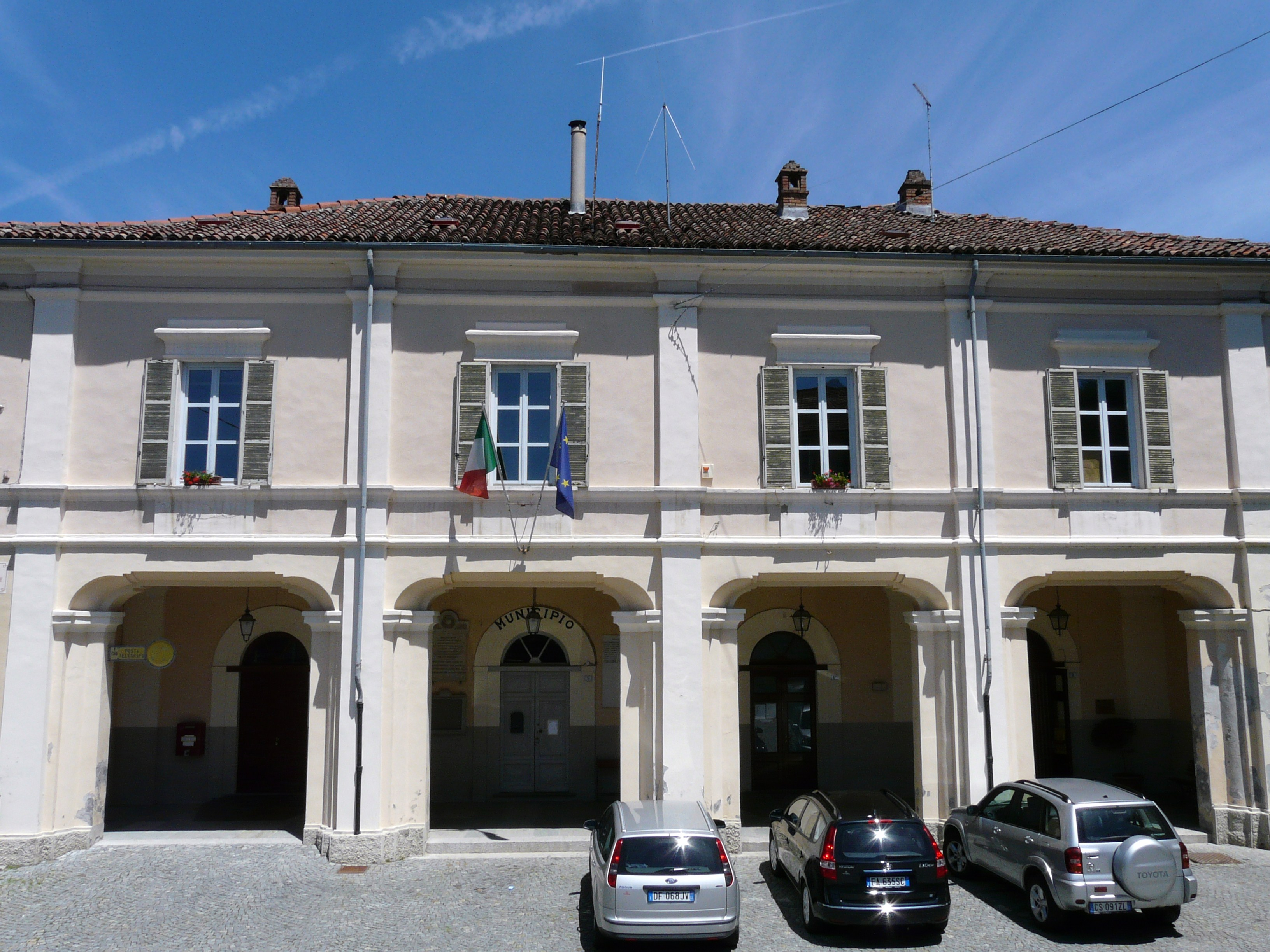
役場
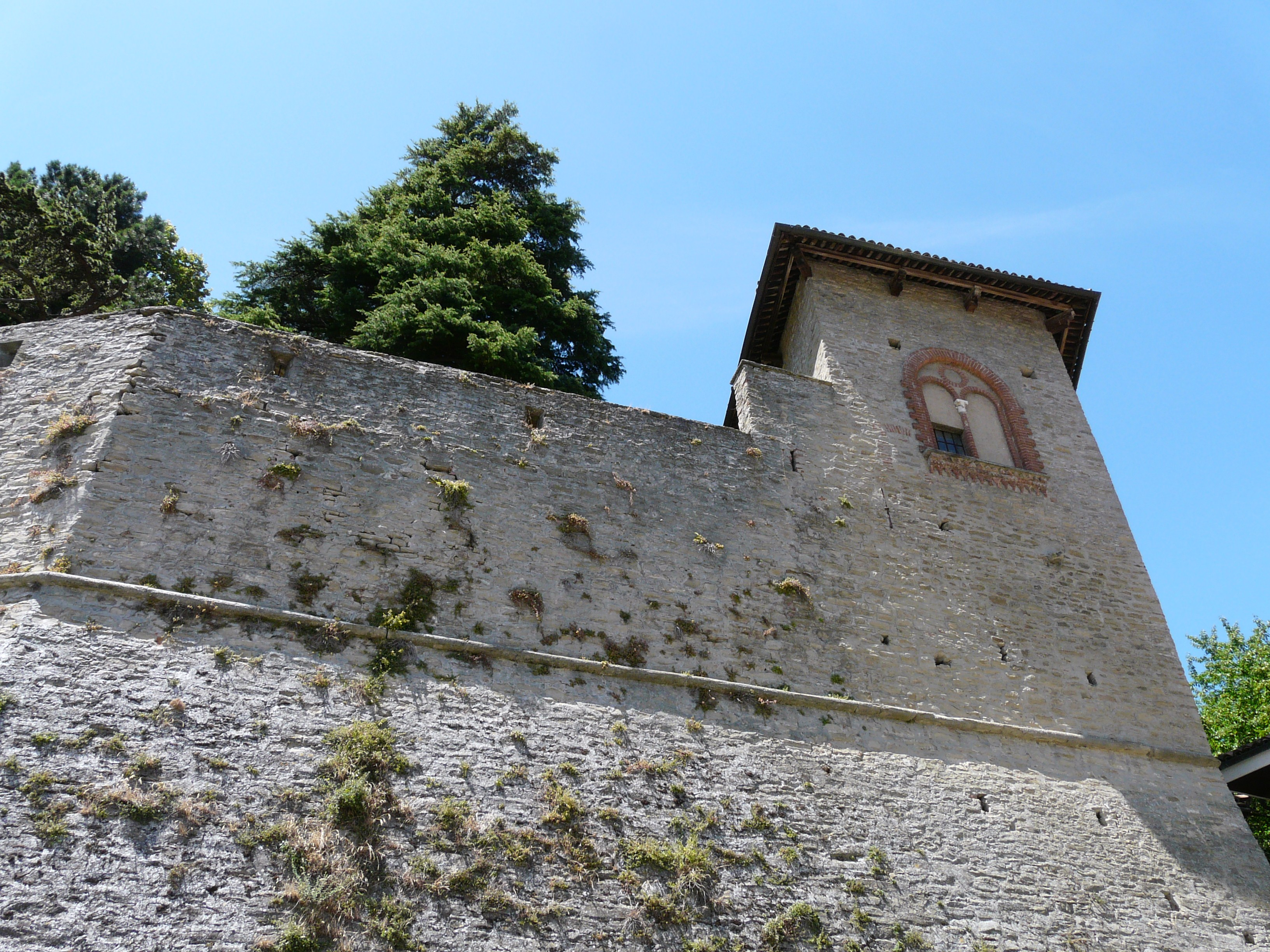
Castello e mura
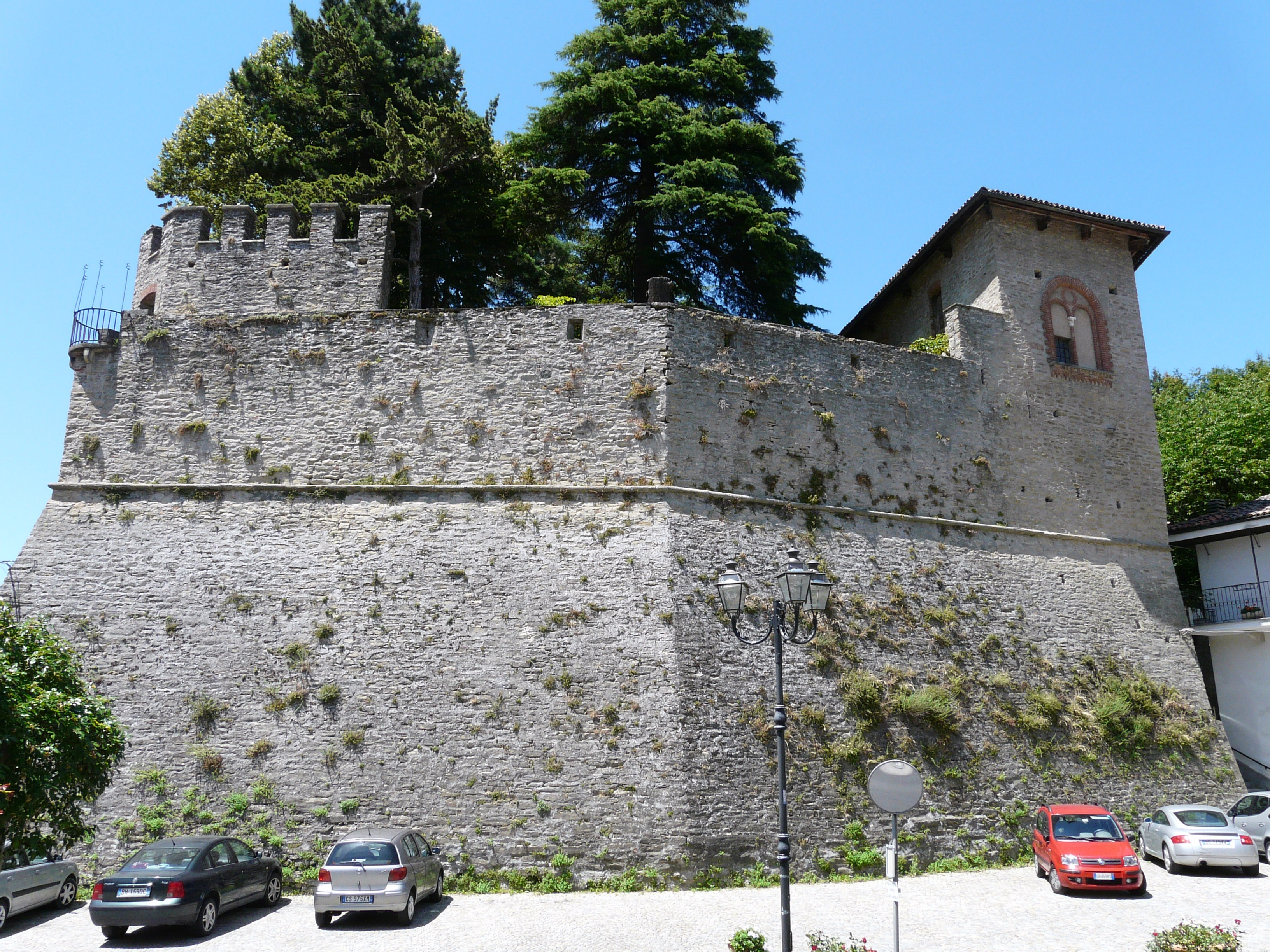
Castello e mura
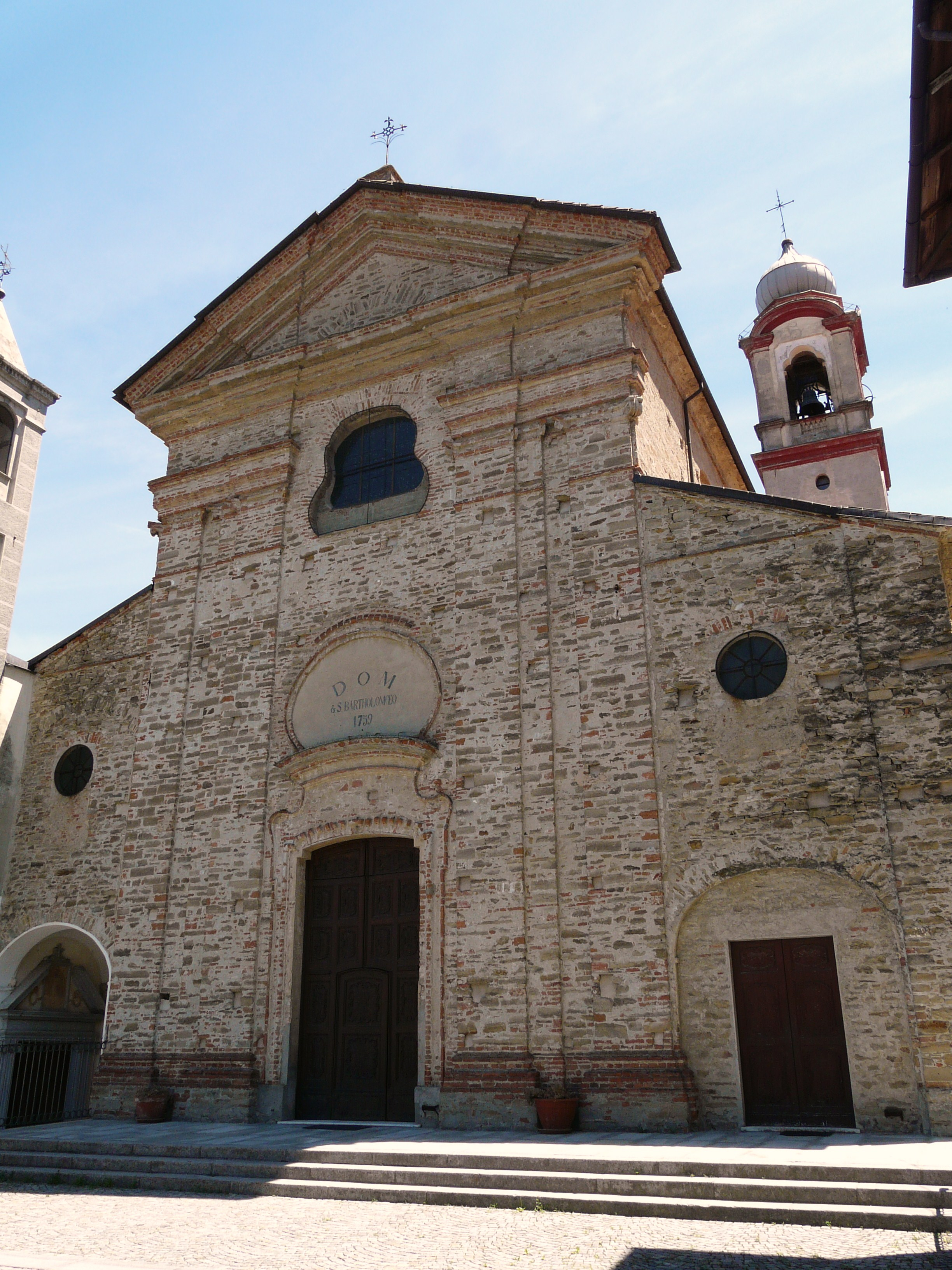
聖バルトロメオ教会
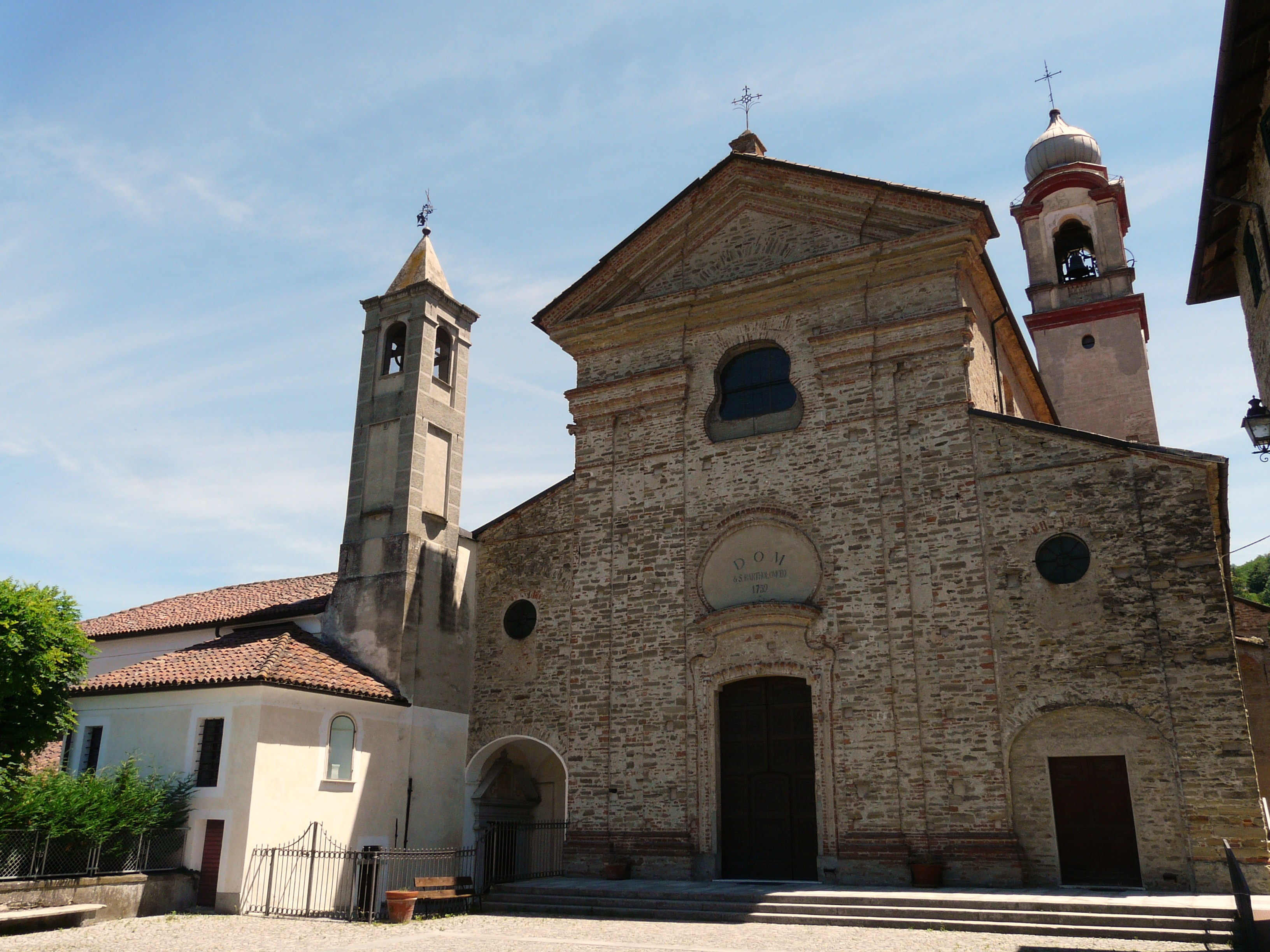
聖バルトロメオ教会
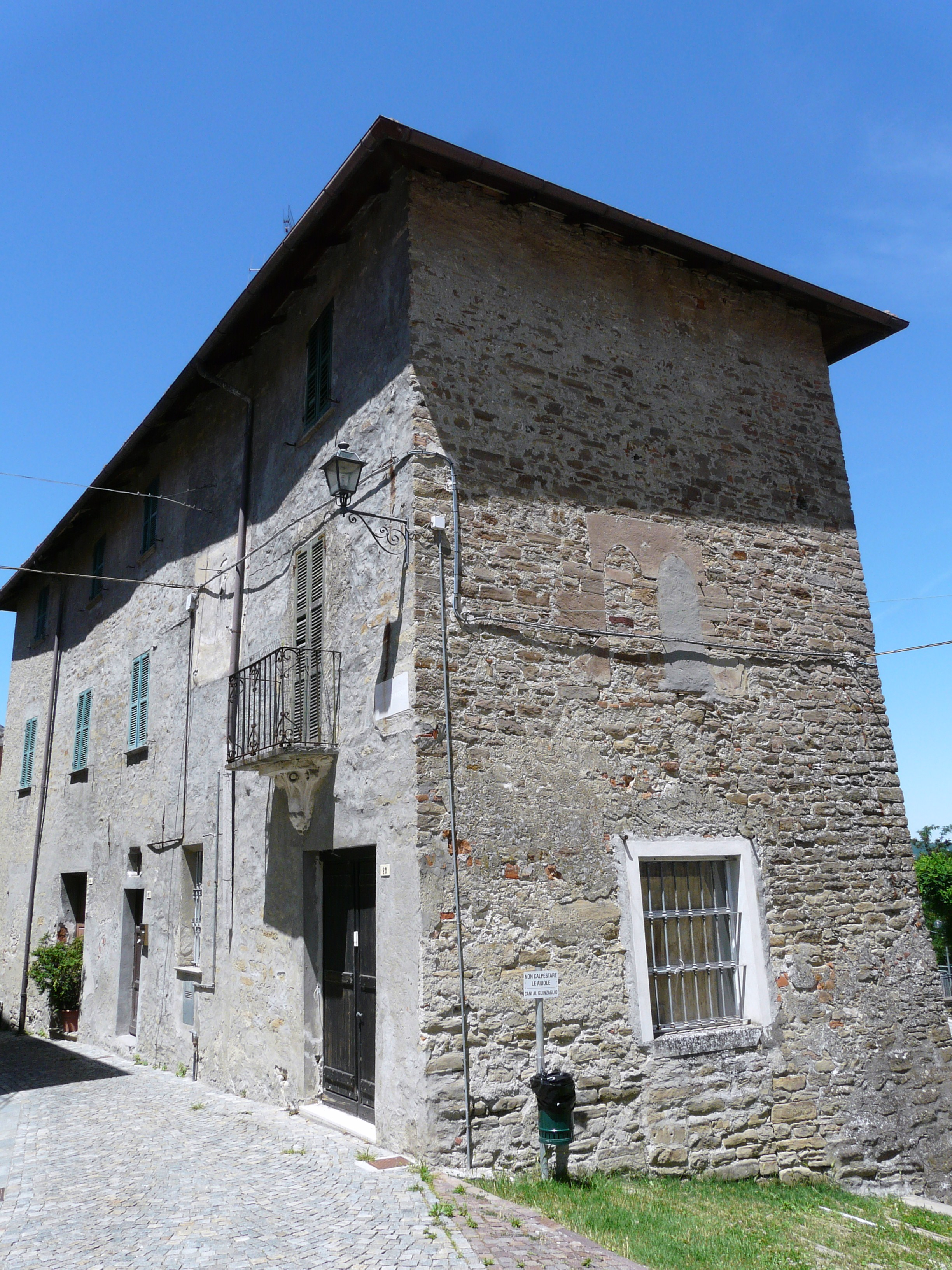
Casa del centro storico
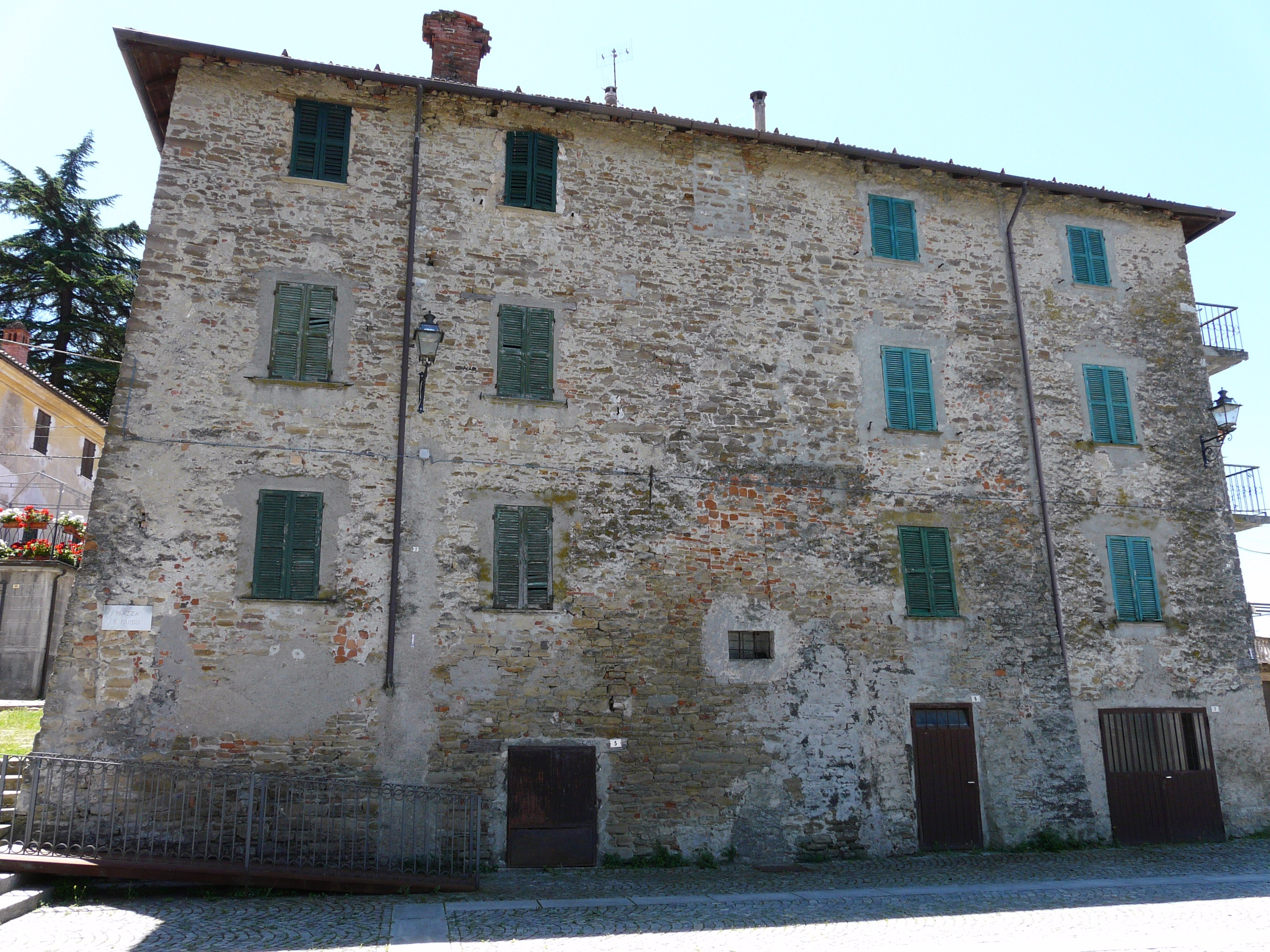
Casa del centro storico
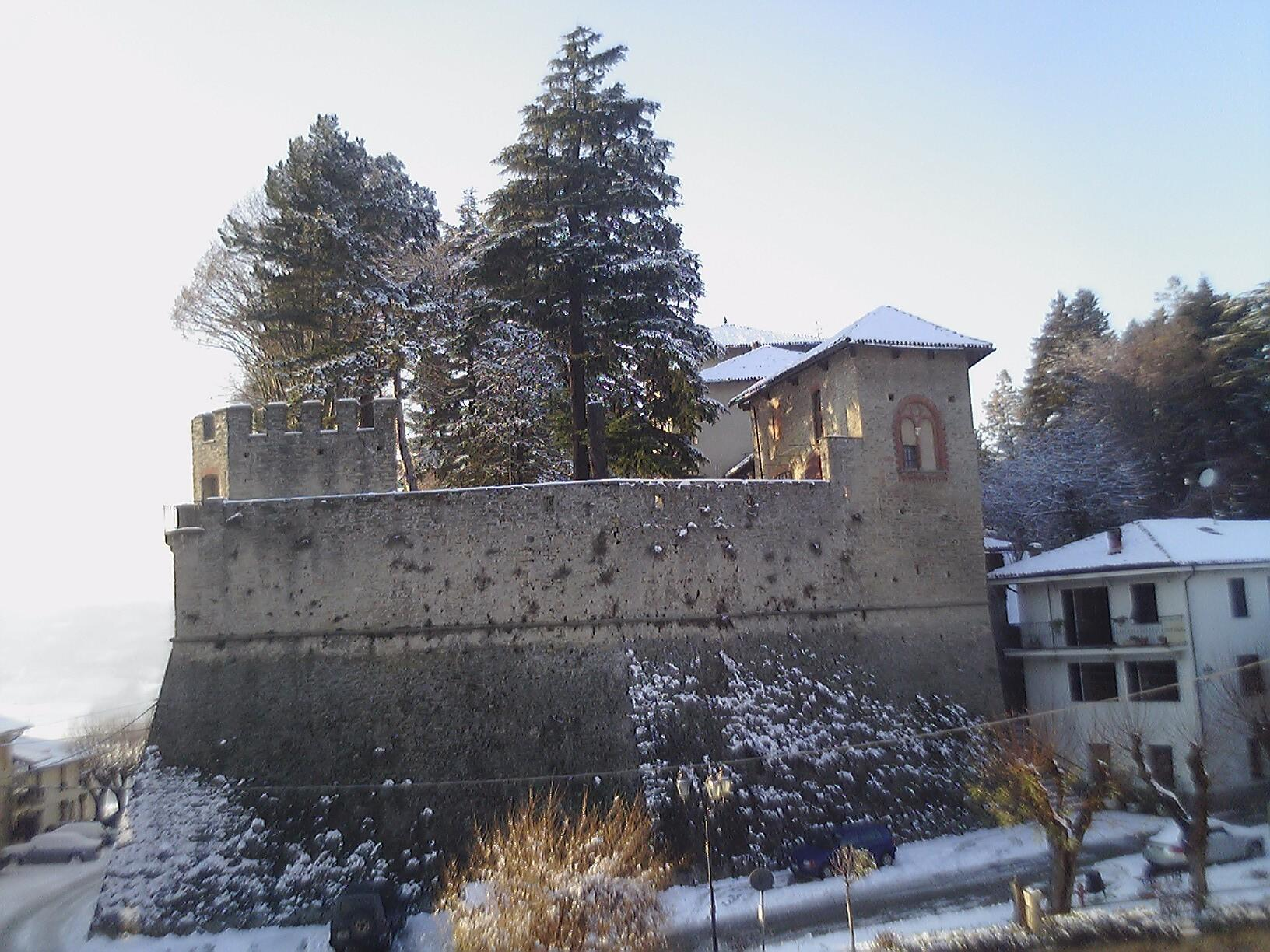
中世の城